# Fürstenau, Niedersachsen
Fürstenau är en stad i Landkreis Osnabrück i förbundslandet Niedersachsen i Tyskland.
Staden ingår i kommunalförbundet Samtgemeinde Fürstenau tillsammans med ytterligare två kommuner.